# Lijst van voetbalinterlands China - Nieuw-Zeeland
Deze lijst van voetbalinterlands is een overzicht van alle officiële voetbalwedstrijden tussen de nationale teams van China en Nieuw-Zeeland. De landen speelden tot op heden zestien keer tegen elkaar. De eerste ontmoeting, een vriendschappelijke wedstrijd, werd gespeeld in Auckland op 20 juli 1975.  Het laatste duel, eveneens een vriendschappelijke wedstrijd, vond plaats op 26 maart 2023 in Wellington.

## Wedstrijden
| №  | Plaats       | Datum             | Competitie           | Wedstrijd             | Uitslag |
| -- | ------------ | ----------------- | -------------------- | --------------------- | ------- |
| 1  | Auckland     | 20 juli 1975      | Vriendschappelijk    | Nieuw-Zeeland – China | 2 – 1   |
| 2  | Wellington   | 23 juli 1975      | Vriendschappelijk    | Nieuw-Zeeland – China | 2 – 2   |
| 3  | Christchurch | 26 juli 1975      | Vriendschappelijk    | Nieuw-Zeeland − China | 2 − 0   |
| 4  | Beijing      | 19 oktober 1975   | Vriendschappelijk    | China − Nieuw-Zeeland | 2 − 1   |
| 5  | Beijing      | 24 september 1981 | WK 1982 kwalificatie | China − Nieuw-Zeeland | 0 − 0   |
| 6  | Auckland     | 3 oktober 1981    | WK 1982 kwalificatie | Nieuw-Zeeland − China | 1 − 0   |
| 7  | Singapore    | 10 januari 1982   | WK 1982 kwalificatie | China − Nieuw-Zeeland | 1 − 2   |
| 8  | Wellington   | 16 augustus 1990  | Vriendschappelijk    | Nieuw-Zeeland − China | 2 − 1   |
| 9  | Auckland     | 24 augustus 1990  | Vriendschappelijk    | Nieuw-Zeeland − China | 1 − 0   |
| 10 | Beijing      | 28 juni 1996      | Vriendschappelijk    | China − Nieuw-Zeeland | 2 − 0   |
| 11 | Guangzhou    | 14 januari 2000   | Vriendschappelijk    | China − Nieuw-Zeeland | 1 − 0   |
| 12 | Wuhan        | 25 maart 2011     | Vriendschappelijk    | China − Nieuw-Zeeland | 1 − 1   |
| 13 | Shanghai     | 14 november 2012  | Vriendschappelijk    | China − Nieuw-Zeeland | 1 − 1   |
| 14 | Nanchang     | 14 november 2014  | Vriendschappelijk    | China − Nieuw-Zeeland | 1 − 1   |
| 15 | Auckland     | 23 maart 2023     | Vriendschappelijk    | Nieuw-Zeeland − China | 0 − 0   |
| 16 | Wellington   | 26 maart 2023     | Vriendschappelijk    | Nieuw-Zeeland − China | 2 − 1   |

## Samenvatting
| Competitie        | Totaal gespeeld | Winst China | Gelijk | Winst Nieuw-Zeeland | Doelsaldo China – Nieuw-Zeeland |
| ----------------- | --------------- | ----------- | ------ | ------------------- | ------------------------------- |
| WK-kwalificatie   | 3               | 0           | 1      | 2                   | 1 − 3                           |
| Vriendschappelijk | 13              | 3           | 5      | 5                   | 13 − 15                         |
| Totaal            | 16              | 3           | 6      | 7                   | 14 – 18                         |

Wedstrijden bepaald door strafschoppen worden, in lijn met de FIFA, als een gelijkspel gerekend.